# 牧志恩河事件
牧志恩河事件是19世紀末期琉球國內支持薩摩派與反薩摩派爭權所引發的疑獄事件，在日本被稱作琉球歷史上的安政大獄。
1854年，美國馬休·佩里率艦隊來到琉球，脅迫琉球方面簽訂《琉美修好條約》，次年又簽訂《琉法修好條約》，琉球因此得以與西方各國自由貿易。此時，琉球官員分為兩派：一派以尚惇、毛恆德為代表人物，希望借助西方國家的力量擺脫薩摩藩統治，被稱為「黑黨」；另一派以馬克承為代表人物，支持薩摩藩統治，被稱為「白黨」。異國通事向永功（牧志親雲上朝忠）因通曉英語、法語等西洋語言，並擅長外交辭令，受到薩摩藩多次獎賞和庇護，於1857年升任表十五人眾之一的日帳主取一職。
薩摩藩藩主島津齊彬希望借助琉球國為媒介，從西方國家中購入軍艦、武器，以增強藩的實力。1857年（清咸豐七年、日本安政四年）十月初十，島津齊彬派遣市來四郎至琉球擔任在番奉行。市來四郎奉島津齊彬之命，秘密會見以向永功為首的白黨表十五人官員，要求他們協助薩摩藩購入軍艦、大炮等武器。
自1858年（清咸豐八年，日本安政五年）二月起，日帳主取向永功（牧志親雲上朝忠）、物奉行向汝霖（恩河親方朝恆）等人，開始秘密與法國傳教士交涉購買軍艦一事。其間，三司官毛恆德（座喜味親方盛普）反對為薩摩藩購買軍艦，遭到向汝霖的彈劾，被解職。7月，琉法雙方達成協議，法國同意提供軍艦和大炮，薩、琉方面共應支付代金18萬5千兩，其中第一年支付6萬兩，其餘分六年付完，8月2日正式簽訂契約。
同月24日，島津齊彬病逝。島津忠義繼任藩主，由忠義之父島津久光（齊彬同父異母弟）執掌政權。久光開始清算齊彬派的支持者，齊彬一派在薩摩藩的勢力下降，市來四郎也倒向久光派。久光對購買軍艦之事不甚積極，而琉球的黑黨得知齊彬派失權之後，也計劃向支持齊彬的白黨進行報復。
翌年，由於毛恒德被解除三司官之職，琉球要選舉一人來頂替其空缺之職。毛恆德（座喜味親方盛普）趁機奏聞尚泰王，彈劾向永功為當選三司官而行賄。隨後馬克承向在番奉行市來四郎、園田仁右衛門說清、暗中操縱選舉讓向永功當選之事也被檢舉。後來，向永功、向汝霖二人為薩摩藩購買軍艦一事被揭發。當時琉球平民普遍對薩摩藩持反感態度，當得知二人為薩摩購買軍艦之事後非常震驚，呼之為「國賊」。
接著又有流言，稱馬克承等人陰謀廢黜尚泰王，欲擁立尚慎（玉川王子朝達）為王。尚泰王大驚，以尚健為糾明總奉行，向允讓（仲里按司朝紀）、夏超羣（摩文仁親方賢由）、向克約（宇地親方朝真）四人為奉行，翁世傑（志喜屋武之子親雲上盛帛）、評定所主取向德裕（具志川里之子親雲上朝紀）二人為其係役，會同獄官，審問此事。
黑黨與白黨互相爭權，在尚泰王面前互相彈劾。年幼的尚泰王最初聽從攝政尚惇（大里王子朝教）的意見，支持黑黨，反對薩摩藩的統治。後來王太妃向元貞直訴白黨無罪，轉而支持白黨；但三天之後，尚泰王又改變了意見。最終，二月廿三日，日帳主取向永功、物奉行向汝霖被解職。向汝霖於3月28日被捕入獄。三司官馬克承（小祿親方良忠）於5月9日被免職，拘禁在家中。尚健本欲將尚慎（玉川王子朝達）逮捕審問，但國師東國興（津波古政正）通過王太妃向尚泰王說請，使得其免於審問。9月25日，向永功被投入監獄。
由於案件難於審問，翌年，加糾明奉行向有恒（宜野灣親方朝保）、向能達（阿波根親方朝興）兩人，以行審問。尚健等人使用酷刑進行審問，向汝霖在獄中被受到拷打而腳底裂開。最終向汝霖承認了其被控告的所有罪行。而向永功亦供認了為當選三司官，在馬克承指使下向市來四郎、園田仁右衛門說情之事。尚健又傳喚馬克承問訊。馬克承身穿白衣出庭，但堅決拒絕了這個指控。尚健等人發現馬克承的供詞存在矛盾，因此認為不可信，遂將他們定罪。
最終，此案經尚健等人判決如下：
- 向汝霖在薩摩藩期間污蔑前三司官毛恒德，誹謗琉球政事；兼阻撓琉球與薩摩間的大米交易、縮小甘蔗種植面積、私自挪用公帑為薩摩藩購買軍艦、陰謀叛亂等罪，判處流放姑米山六年。但其死於獄中，追奪其親方爵位，廢為庶人。[1]
- 向永功為當選三司官而行不法之事，兼私自挪用公帑為薩摩藩購買軍艦、陰謀叛亂等罪，判處奪其親雲上爵位，流放八重山十年。[1]
- 馬克承暗中操縱三司官選舉，陰謀叛亂，且拒不認罪，判處禁閉於伊江島照泰寺五百日。[2]
- 尚慎有謀廢國王篡位之罪，罷免一切官職並禁止參政，蟄居於其在兼城間切糸滿村的家中。

擁薩派官員多被免職，此後薩摩藩在琉球國統治地位開始下降。
向永功在西洋人中甚有名氣，在他被關押審問的時候，來到琉球的西洋人曾問起他的現狀，琉球王府以他已經病死為辭搪塞。後來，向永功被判處流放八重山，但琉球王府對流放向永功一事極為重視，要求前來繳納年貢的八重山頭目、胥役回島之後，先選出品行端正之人前來首里，再將向永功押赴八重山。當時正處在汛期，琉球王府恐押運向永功的船隻遭風漂到外地被西洋人發現，故而暫且關在監獄裡。在番奉行市來四郎認為向永功是外交人才，向薩摩藩提出要讓向永功為薩摩所用。因此在1862年，薩摩藩多次遣使來琉球，要求赦免向永功，並要將向永功化裝成日本人送往鹿兒島琉球館，負責處理西洋事務。為此琉球王府向市來四郎交涉，聲稱已經向西洋人通報了向永功的死訊，若西洋人在薩摩藩看見向永功，馬腳自露；且若此事被清朝得知，可能被禁止入貢。但市來四郎聲稱自己奉命行事，無法為之料理。因此琉球只得一面將向永功移交市來四郎，由之送往薩摩藩；一面派三司官向有恒（宜野灣親方朝保）、御鎖側官向文英（金武親雲上朝智）出使薩摩藩，再次向薩摩方面交涉。不過琉球使者到達鹿兒島城後不久，市來四郎便傳書鹿兒島，聲稱護送向永功的船隻於那霸江開洋，航行到伊平屋島附近時向永功墜海，不知所終。向有恒便沒有交涉的必要，登船歸國。

## 腳註
1. 1 2  廢為庶人的同時，向永功、向汝霖同時被禁止使用唐名，稱「罪人牧志」、「罪人恩河」。
2. ↑  此後馬克承便在史書中失去了記載，甚至連其家譜都沒有記載其之後的事蹟。